# Атомная электростанция

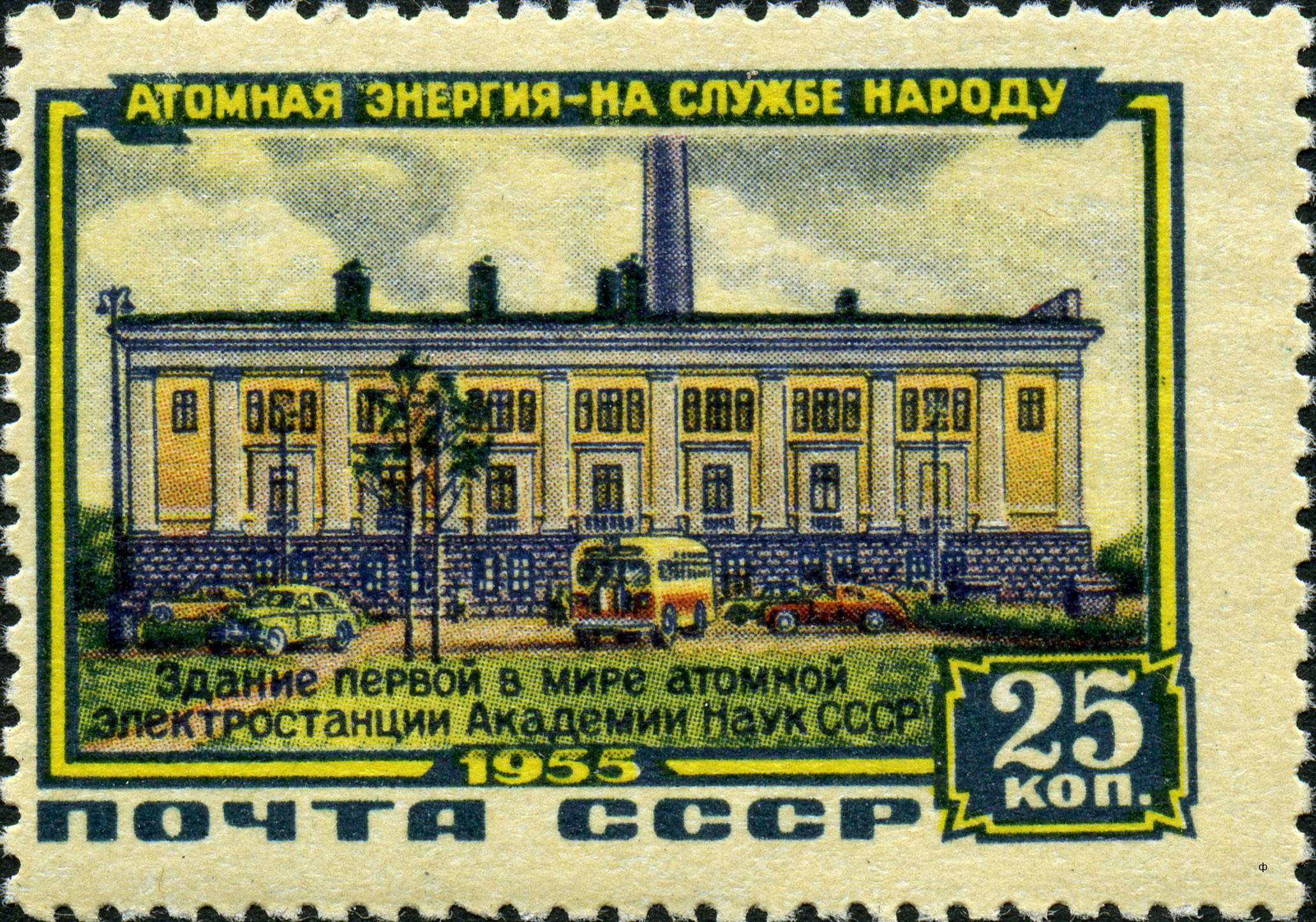
Почтовая марка СССР, 1955 год: здание первой в мире атомной электростанции АН СССР.

Страны с атомными электростанциями.
Эксплуатируются АЭС, строятся новые энергоблоки.
Эксплуатируются АЭС, планируется строительство новых энергоблоков.
Нет АЭС, станции строятся.
Нет АЭС, планируется строительство новых энергоблоков.
Эксплуатируются АЭС, строительство новых энергоблоков пока не планируется.
Эксплуатируются АЭС, рассматривается сокращение их количества.
Гражданская ядерная энергетика запрещена законом.
Нет АЭС.

А́томная электроста́нция (АЭС) — ядерная установка для производства энергии в заданных режимах и условиях применения, располагающаяся в пределах определённой проектом территории, на которой для осуществления этой цели используется ядерный реактор (реакторы) и комплекс необходимых систем, устройств, оборудования и сооружений с необходимыми работниками (персоналом) (НП-001). АЭС работает по принципу теплового двигателя, использующего пароводяной цикл Ренкина (обычно на насыщенном паре, то есть начальная точка адиабаты турбины на T-S-диаграмме находится под колоколом кривой насыщения, только реакторы с ЖМТ-теплоносителем (БН-800, БН-1200) и газоохлаждаемые (AGR) реакторы, применяемые в атомной энергетике, на данный момент производят перегретый пар).
Электроэнергия была впервые произведена ядерным реактором 3 сентября 1948 года на графитовом реакторе X-10 в Ок-Ридже, штат Теннесси, США, который был первой атомной электростанцией, питающей электрическую лампочку. Второй, более крупный эксперимент состоялся 20 декабря 1951 года на экспериментальной станции EBR-I недалеко от Арко, штат Айдахо.
Первая в мире АЭС была создана в Советском Союзе в рамках программы развития мирного атома, инициированной в 1948 году по инициативе академика Игоря Васильевича Курчатова.
России также принадлежит приоритет в разработке реакторов на быстрых нейтронах, которые позволят избавить человечество от отработавшего ядерного топлива и оружейного плутония, полностью использовав его энергетический потенциал в мирных целях.

## История

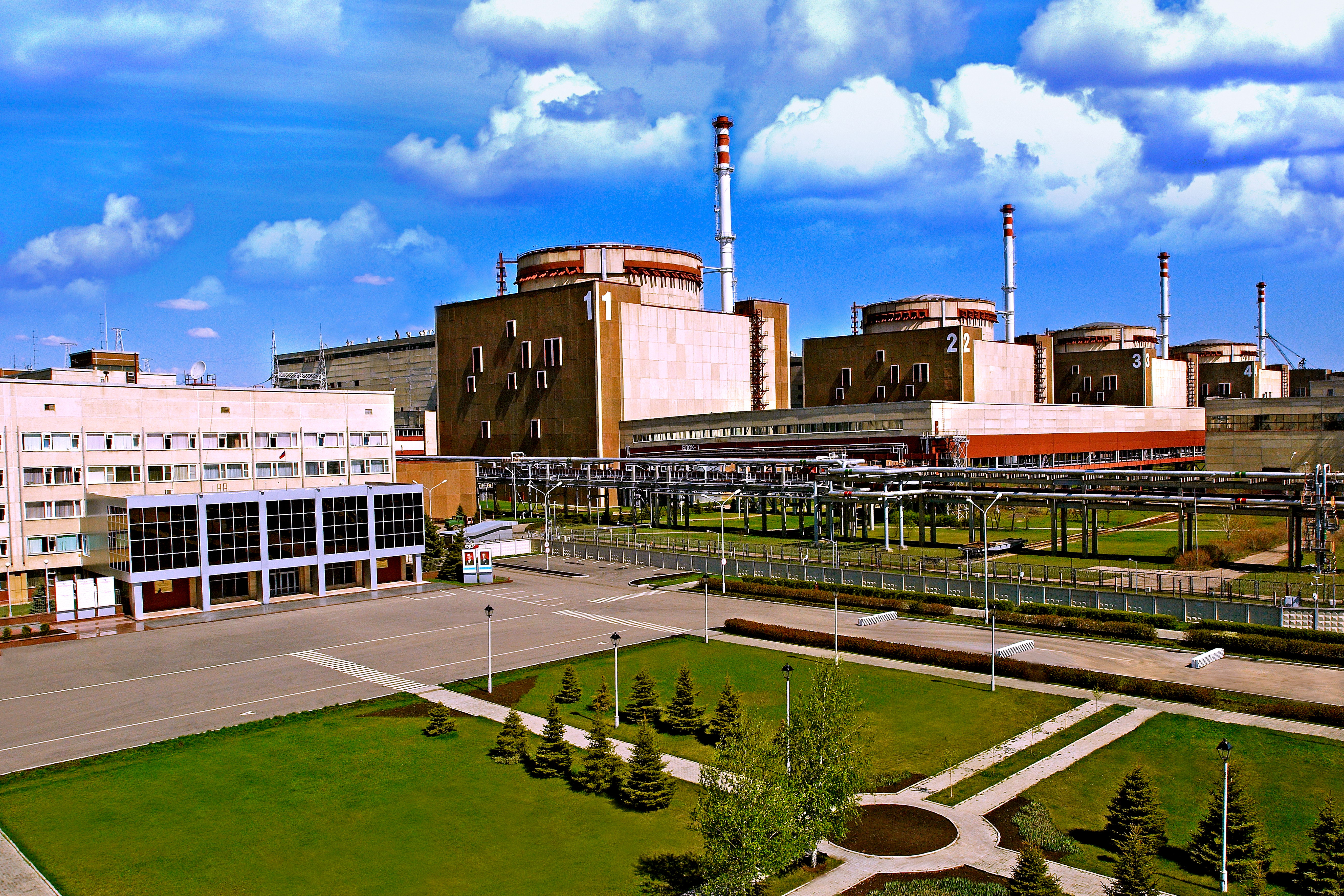
Балаковская АЭС, Россия

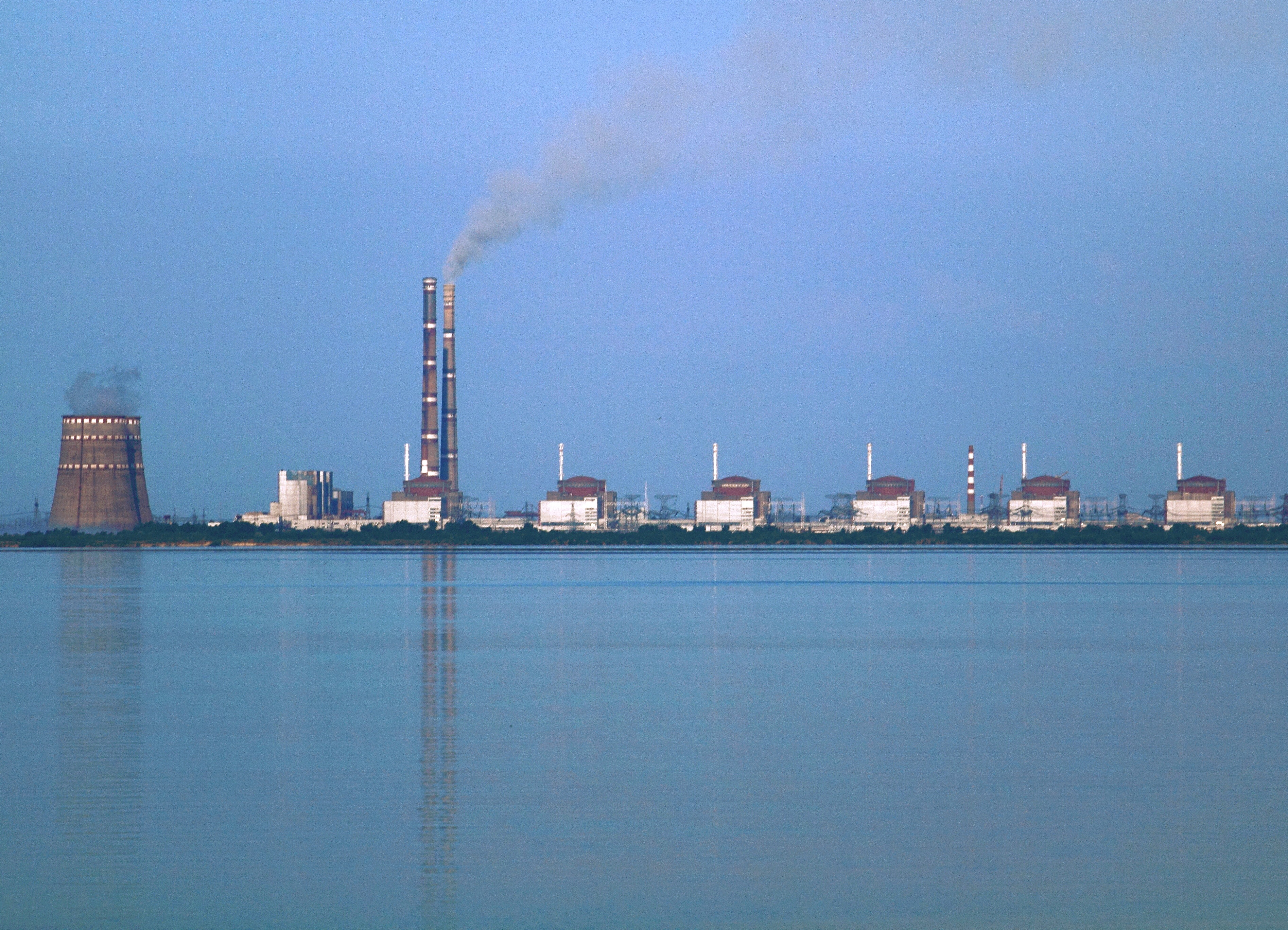
Запорожская АЭС, Украина.

АЭС Каттеном, Франция

Попытки использовать управляемую ядерную реакцию для производства электричества начались в 1940-х годах в нескольких странах. В СССР во второй половине 40-х гг., ещё до окончания работ по созданию первой советской атомной бомбы (её испытание состоялось 29 августа 1949 года), советские учёные приступили к разработке первых проектов мирного использования атомной энергии, генеральным направлением которого стала электроэнергетика. В 1948 году по предложению И. В. Курчатова и в соответствии с заданием ВКП(б) и правительства начались первые работы по практическому применению энергии атома для получения электроэнергии.
3 сентября 1948 года в США впервые удалось запитать электроприборы с помощью электричества, полученного на графитовом реакторе X-10. В мае 1950 года в городе Обнинске, расположенном в Калужской области, началось строительство Обнинской АЭС. В том же 1950 году в США был создан реактор EBR-I недалеко от города Арко, штат Айдахо. Данный реактор 20 декабря 1951 года в ходе эксперимента выработал пригодное для использования электричество мощностью 800 Вт. После этого мощность реактора была повышена для обеспечения электроэнергией станции, на которой находился реактор. Это даёт право называть данную станцию первой экспериментальной АЭС, но при этом она не была подключена к энергетической сети.
Первая АЭС в мире— Обнинская АЭС мощностью 5 МВт — была запущена 27 июня 1954 года; она стала первой в мире атомной электростанцией, подключённой к общей электрической сети, хотя и производила электричество не в промышленных масштабах.
В 1958 году была введена в эксплуатацию 1-я очередь Сибирской АЭС мощностью 100 МВт, впоследствии полная проектная мощность была доведена до 600 МВт.
В том же году развернулось строительство Белоярской промышленной АЭС, а 26 апреля 1964 года генератор 1-й очереди дал ток потребителям.
В сентябре 1964 года был пущен 1-й блок Нововоронежской АЭС мощностью 210 МВт; второй блок мощностью 365 МВт запущен в декабре 1969 года.
В 1973 году запущен первый блок Ленинградской АЭС[значимость факта?].
За пределами СССР первая АЭС промышленного назначения мощностью 49 МВт была введена в эксплуатацию в 1956 году в Колдер-Холле (Великобритания). Через год в США вступила в строй АЭС Шиппингпорт мощностью 60 МВт. В 1959 году свою первую АЭС запустила Франция, 1961 — Германия, 1962 — Канада, 1964 — Швеция, 1966 — Япония. В 1976 году начались строительные работы на рекордном за всю историю атомной энергетики числе новых реакторов, 44 единицы. Годом ранее Международное агентство по атомной энергии (МАГАТЭ) выпустило прогноз, согласно которому к 2000 году суммарная мощность АЭС во всем мире достигнет 4000 ГВт или даже 7000 ГВт. Оценка оказалась завышенной в 10 раз.
В 1979 году произошла серьёзная авария на АЭС Три-Майл-Айленд, после чего США постепенно прекратили строительство атомных реакторов. К идее введения новых ядерных мощностей вернулась администрация Джорджа Буша младшего в начале 2000-х годов. Существовали планы серийного строительства реакторов третьего поколения, получившие неофициальное название «атомного ренессанса». На 2016 год четыре таких реактора строятся.
В 1984 и 1985 годах рекордное число реакторов было введено в эксплуатацию, 33 единицы в каждом году. В 1986 году — масштабная катастрофа на Чернобыльской АЭС, которая, помимо непосредственных последствий, серьёзно отразилась на всей ядерной энергетике в целом. Она вынудила специалистов всего мира пересмотреть проблему безопасности АЭС и задуматься о необходимости международного сотрудничества в целях повышения безопасности АЭС. Под влиянием чернобыльской катастрофы Италия провела референдум, на котором большинство высказалось за закрытие АЭС страны. В результате, в 1990-х Италия прекратила эксплуатировать атомные станции.
15 мая 1989 года на учредительной ассамблее в Москве было объявлено об официальном образовании Всемирной ассоциации операторов атомных электростанций (англ. WANO), международной профессиональной ассоциации, объединяющей организации, эксплуатирующие АЭС во всём мире. Ассоциация поставила перед собой амбициозные задачи по повышению ядерной безопасности во всём мире, реализуя свои международные программы.
К концу 1980-х годов темпы строительства атомных станций существенно замедлились. Тем не менее, в 1996 году доля атомной энергетики во всемирной генерации электричества достигла своего пика — 17,6 %.
Большое влияние на атомную энергетику оказала катастрофа на АЭС Фукусима-1, произошедшая в марте 2011 года в Японии. Она возникла в результате воздействия на АЭС сильного землетрясения и последовавшего за ним цунами.

## Выработка электроэнергии
В 2018 году суммарно АЭС мира выработали 2560 ТВт⋅ч электроэнергии, что составило 10,8 % всемирной генерации электричества. На середину 2019 года количество действующих ядерных энергоблоков (без учёта временно остановленных) в мире составляет 453.
Мировыми лидерами в производстве ядерной электроэнергии на 2018 год являлись:
- США (805,3 млрд кВт·ч/год), работает 99 атомных реакторов (19,3 % от вырабатываемой электроэнергии).
- Франция (395,9 млрд кВт·ч/год), 58 реакторов (71,7 % от вырабатываемой электроэнергии).
- Китай (277,1 млрд кВт·ч/год), 46 реакторов (4,2 % от вырабатываемой электроэнергии).
- Россия (191,3 млрд кВт·ч/год), 37 реакторов (17,9 % от вырабатываемой электроэнергии).
- Республика Корея (127,1 млрд кВт·ч/год), 24 реактора (23,7 % от вырабатываемой электроэнергии).
- Канада (94,4 млрд кВт·ч/год), 19 реакторов (14,9 % от вырабатываемой электроэнергии).
- Украина (79,5 млрд кВт·ч/год), 15 реакторов (53,0 % от вырабатываемой электроэнергии).
- Германия (71,9 млрд кВт·ч/год), 7 реакторов (11,7 % от вырабатываемой электроэнергии).
- Швеция (65,9 млрд кВт·ч/год), 8 реакторов (40,3 % от вырабатываемой электроэнергии).
- Великобритания (59,1 млрд кВт·ч/год), 15 реакторов (17,7 % от вырабатываемой электроэнергии).

Половина всемирной выработки электроэнергии на АЭС приходится на США и Францию.
Крупнейшая АЭС в Европе — Запорожская АЭС в г. Энергодаре (Запорожская область, Украина), строительство которой началось в 1980 году; с 1996 года там работают 6 энергоблоков с реакторами ВВЭР-1000 суммарной мощностью 6,0 ГВт (эл.).
Крупнейшая АЭС в мире (по установленной мощности) — АЭС Касивадзаки-Карива (с 1997 года) находится в японском городе Касивадзаки префектуры Ниигата. Она имеет пять кипящих ядерных реакторов (BWR) и два улучшенных кипящих ядерных реактора (ABWR), суммарная установленная мощность которых составляет 8,212 ГВт (брутто). Однако станция не генерирует электричество с 2011 года. Поэтому крупнейшей в мире действующей является южнокорейская АЭС Кори с семью действующими энергоблоками (PWR) установленной мощностью 7,847 ГВт (брутто).

## Современное состояние и перспективы
Атомные электростанции использует 30 стран. Подавляющее большинство АЭС находится в странах Европы, Северной Америки, Дальневосточной Азии и на территории бывшего СССР, в то время как в Африке их почти нет, а в Австралии и Океании их нет вообще. В мире действует 452 энергетических ядерных реактора общей мощностью 395 ГВт. Ещё 41 реактор не производил электричества от 1,5 до 20 лет, причём 40 из них находятся в Японии.
Согласно докладу о состоянии индустрии ядерной энергетики, на 2016 год в отрасли наблюдается спад. Пик производства ядерной энергии был зафиксирован в 2006 году (2660 ТВт⋅ч). Доля ядерной энергетики в глобальном производстве электричества снизилась с 17,6 % в 1996 году до 10,7 % в 2015 году. 158 реакторов были окончательно остановлены. Средний возраст закрытого реактора составляет 25 лет. Кроме того, строительство 6 реакторов формально продолжается более 15 лет.
За последние 10 лет в мире в эксплуатацию было введено 48 энергоблоков, почти все из них находятся либо в Азии (26 — в Китае), либо в Восточной Европе. Две трети строящихся на данный момент реакторов приходятся на Китай, Индию и Россию. КНР осуществляет самую масштабную программу строительства новых АЭС, ещё около полутора десятка стран мира строят АЭС или развивают проекты их строительства. С учётом ввода в эксплуатацию ПАТЭС «Академик Ломоносов» в России действует одиннадцать станций.
В то же время в мире существуют противоположные тенденции стагнации и даже отказа от ядерной энергетики. Как некоторые лидеры атомной энергетики (США, Франция, Япония), так и некоторые другие страны закрыли ряд АЭС. Италия и Германия стали первыми странами, закрывшими все имевшиеся АЭС и полностью отказавшиеся от ядерной энергетики. Бельгия, Испания, Швейцария осуществляют долгосрочную политику по отказу от ядерной энергетики. Литва, Казахстан временно не имеют ядерной энергетики, хотя планируют вместо закрытых АЭС построить новые. Австрия, Куба, Ливия, КНДР, Польша по политическим, экономическим или техническим причинам остановили свои ядерные программы перед пуском своих первых АЭС, начатых строительством, хотя две последние страны планируют строительство АЭС вновь. Ранее отказывалась от атомной энергетики Армения, однако затем её единственная АЭС была пущена в эксплуатацию вновь. Имеющие АЭС Нидерланды, Тайвань, Швеция планировали отказаться от атомной энергетики, хотя пока приостановили такие мероприятия. Также имели ранее, но отказались от программ атомной энергетики не имевшие АЭС Австралия, Азербайджан, Гана, Греция, Грузия, Дания, Ирландия, Лихтенштейн, Люксембург, Малайзия, Мальта, Новая Зеландия, Норвегия, Португалия, Филиппины. Перспективы заявленного строительства новых АЭС в случаях некоторых стран также вызывают сомнения.
Прослеживается тенденция к старению ядерных реакторов. Средний возраст действующих реакторов составляет 29 лет. Самый старый действующий реактор находится в Швейцарии, работает в течение 50 лет.
В настоящее время разрабатываются международные проекты ядерных реакторов нового поколения, например ГТ-МГР, которые обещают повысить безопасность и увеличить КПД АЭС.
В 2007 году Россия приступила к строительству второй в мире плавучей АЭС (после АЭС на судне «Sturgis»), позволяющей решить проблему нехватки энергии в отдалённых прибрежных районах страны. Строительство столкнулось с задержками. Плавающая АЭС заработала в 2019 году (введена в промышленную эксплуатацию 22 мая 2020 года), время постройки составило 12 лет.
Несколько стран, включая США, Японию, Южную Корею, Россию, Аргентину, ведут разработки мини-АЭС с мощностью порядка 10—20 МВт для целей тепло- и электроснабжения отдельных производств, жилых комплексов, а в перспективе — и индивидуальных домов. Предполагается, что малогабаритные реакторы (см., например, Hyperion АЭС) могут создаваться с использованием безопасных технологий, многократно уменьшающих возможность утечки ядерного вещества. Строительство одного малогабаритного реактора CAREM25 ведётся в Аргентине. Первый опыт использования мини-АЭС получил СССР (Билибинская АЭС).
В 2019 году также стало известно, что Китайская государственная ядерная корпорация (CNNC) предполагает начать строительство первой в КНР плавучей АЭС.

## Классификация

### По типу реакторов
Атомные электростанции классифицируются в соответствии с типом используемых реакторов:
- с реакторами на тепловых нейтронах, в том числе с:
  - водо-водяными
  - кипящими
  - тяжеловодными
  - газоохлаждаемыми
  - графито-водными
  - высокотемпературными газоохлаждаемыми
  - тяжеловодными газоохлаждаемыми
  - тяжеловодными водоохлаждаемыми
  - кипящими тяжеловодными
- с реакторами на быстрых нейтронах.

### По виду отпускаемой энергии
Атомные станции по виду отпускаемой энергии можно разделить на:
- Атомные электростанции (АЭС), предназначенные для выработки электрической энергии. При этом на многих АЭС есть теплофикационные установки, предназначенные для подогрева сетевой воды, используя тепловые потери станции.
- Атомные теплоэлектроцентрали (АТЭЦ), вырабатывающие как электроэнергию, так и тепловую энергию.

## Принцип действия

Упрощённая схема работы атомной электростанции на двухконтурном водо-водяном энергетическом реакторе (ВВЭР).
Каждая АЭС состоит из 2 основных частей: «ядерного острова» — здания, относящиеся к реактору) и «турбинного острова».

Энергоблок с водо-водяным реактором на примере Библис-B.

На рисунке показана схема работы атомной электростанции с двухконтурным водоводяным энергетическим реактором. Отчётливо видны все характерные для пароводяного цикла Ренкина термодинамические процессы, однако, однозначно, это цикл на насыщенном паре, для водо-водяных реакторов, работающих в двухконтурной схеме, в принципе невозможен перегрев пара, поскольку нагрев воды выше критических параметров в первом контуре (для воды критическая температура составляет 374,15°C и критическое давление — 225,65 кгс/см² (абсолютное), критическая плотность 303 кг/м³) приведёт к тому, что вода в первом контуре перейдёт из состояния жидкости в состояние сверхкритической жидкости, снизится коэффициент теплоотдачи, и, ввиду более низкой плотности чем у жидкой воды, сверхкритическая вода будет куда более худшим замедлителем нейтронов. То есть двухконтурная схема принципиально ограничена критической точкой воды, и обеспечить ядерный перегрев пара в такой схеме невозможно в принципе, однако она наиболее безопасная и хорошо обкатанная на данный момент, при этом она потенциально позволяет реализовать неядерный перегрев пара за счёт других источников тепла — например, от выхлопных газов газотурбинных установок в специальном котле-утилизаторе.
Энергия, выделяемая в активной зоне реактора, передаётся теплоносителю первого контура. Далее теплоноситель поступает в теплообменник (парогенератор), где нагревает до кипения воду второго контура. Полученный при этом пар поступает в турбины, вращающие электрогенераторы. На выходе из турбин пар поступает в конденсатор, где охлаждается большим количеством воды, поступающим из водохранилища.
Компенсатор давления представляет собой довольно сложную и громоздкую конструкцию, которая служит для выравнивания колебаний давления в контуре во время работы реактора, возникающих за счёт теплового расширения теплоносителя. Давление в 1-м контуре может доходить до 160 атмосфер (ВВЭР-1000). Компенсатор давления обычно паровой, по конструкции напоминает электрический водонагреватель, внутри находятся ТЭНы, в верхней части компенсатора давления находится клапан сдувки, он предназначен для удаления газообразных радиоактивных веществ и продуктов радиолиза воды, водорода и кислорода, сдувка идёт сначала в систему сжигания гремучей смеси (УСГС), а затем в систему спецгазоочистки (СГО).
Помимо воды, в различных реакторах в качестве теплоносителя и охладителя могут применяться также расплавы металлов: натрий (реакторы БН-600, БН-800), свинец (БРЕСТ), эвтектический сплав свинца с висмутом (СВБР), натрий-калиевый сплав и др. Использование жидкометаллических теплоносителей позволяет упростить конструкцию оболочки активной зоны реактора (в отличие от водяного контура, давление в жидкометаллическом контуре не превышает атмосферного), избавиться от металлоёмкого и дорогого компенсатора давления, однако, большой проблемой являются высокая вязкость расплава свинца и эрозия лопаток ГЦН (главного циркуляционного насоса).
Общее количество контуров может меняться для различных реакторов, схема на рисунке приведена для реакторов типа ВВЭР (Водо-водяной энергетический реактор). Реакторы типа РБМК (Реактор большой мощности канального типа) используют один водяной контур, реакторы на быстрых нейтронах — два натриевых и один водяной контуры, перспективные проекты реакторных установок СВБР-100 и БРЕСТ предполагают двухконтурную схему, с тяжёлым теплоносителем в первом контуре и водой во втором.
В случае невозможности использования большого количества воды для конденсации пара вместо использования водохранилища вода может охлаждаться в специальных охладительных башнях (градирнях), которые благодаря своим размерам обычно являются самой заметной частью атомной электростанции.
Реакторы кипящие корпусные BWR и канальные РБМК, ЭГП-6, МКЭР — работают в одноконтурной схеме, парообразование происходит непосредственно в активной зоне реактора. В канальных реакторах типа РБМК — многократная принудительная циркуляция, реактор, барабаны-сепараторы и ГЦН образуют контур многократной принудительной циркуляции (КМПЦ), где подвод теплоты происходит в активной зоне реактора. В ЭГП-6 и МКЭР — естественная циркуляция, которая происходит за счёт разности плотностей воды в трубах от барабана-сепаратора и пароводяной смеси в каналах реактора, однако и давление пара в таких реакторах ниже, поскольку при повышении давления воды разность плотностей воды и пароводяной смеси снижается. В кипящих корпусных реакторах сепарация пара происходит непосредственно внутри корпуса реактора, однако циркуляция в BWR принудительная. В реакторах с естественной циркуляцией (ЭГП-6 и МКЭР) питательная вода подаётся в смеситель на вход в технологические каналы, в то время как в РБМК вода подаётся непосредственно в барабаны-сепараторы. Уходящий из сепарационных устройств пар адиабатно расширяется в турбине, совершая полезную работу. Между ЦВД (цилиндр высокого давления) и ЦНД (цилиндр низкого давления) паровой турбины есть сепаратор-пароперегреватель, отделяющий сначала капли влаги от сухого пара, и перегревающий его за счёт первого отбора пара ЦВД (при более низком давлении перегреваемого пара чем в КМПЦ) пар, после чего происходит дальнейшее адиабатное расширение в ЦНД, до тех пор, пока давление пара не будет равным давлению в конденсаторе. В конденсаторе изобарно-изотермически происходит конденсация пара, температура в конденсаторе равна температуре насыщения при давлении в нём (можно определить по таблицам Вукаловича, если известно давление в конденсаторе, так же можно определить и температуру в КМПЦ при известном давлении). Вода засасывается конденсатными насосами первого подъёма, проходит спецводоочистку, где происходит очистка от механических примесей, удаление растворенных в ней радионуклидов, обессоливание (фильтр смешанного действия ФСД, содержащий и анионит, и катионит) и обезжелезивание с целью снижения жёсткости воды. После спецводоочистки вода конденсатными насосами второго подъёма проходит конденсаторы эжекторов вакуумной системы, поддерживающих давление в конденсаторе, более низкое чем атмосферное (в конденсаторах эжекторов вода предварительно подогревается перед подогревателем низкого давления — ПНД). За счёт отбора пара с ЦВД вода подогревается в ПНД, и поступает в деаэратор, выпар поступает в эжекторы в качестве активного потока наряду с ещё одним отбором с ЦВД. В деаэраторе удаление опасных газов происходит при давлении выше атмосферного, одновременно происходит и подогрев воды. Деаэрация осуществляется как в колонках деаэратора, так и в его резервуаре за счёт барботажа паром. Деаэратор находится выше чем турбина и питательный электронасос для создания гидростатического давления и снижения кавитации в питательном насосе. Питательный насос — центробежный многоступенчатый, совершает адиабатическое сжатие воды перед подачей её в КМПЦ. Вода поступает в КМПЦ с недогревом до температуры насыщения, который стремятся минимизировать как раз за счёт применения подогревателя низкого давления. Неконденсирующиеся газы из эжекторов уходят на установку сжигания гремучей смеси (из-за радиолиза воды пар содержит водород, который в смеси с кислородом взрывоопасен), затем на установку спецгазоочистки (УПАК).
Система продувки и расхолаживания (СПиР) РБМК — система, обеспечивающая очистку воды в КМПЦ от всех возможных солей и от растворенных радионуклидов, а также система, регулирующая скорость разогрева и расхолаживания реактора. СПиР состоит из регенератора, двух доохладителей, охлаждаемых водой промежуточного контура (та в свою очередь охлаждается циркуляционной водой), непосредственно системы спецводоочистки. Вода забирается системой из напорных коллекторов ГЦН, и подаётся в барабаны-сепараторы, двухсторонний байпас имеется для регенератора, байпас также для доохладителей, и для системы спецводоочистки. Также, СПиР содержит два насоса расхолаживания, работающих в режимах расхолаживания и аварийного расхолаживания. В аварийных режимах СПиР также используется для аварийного охлаждения реактора наряду с САОР (Системой аварийного охлаждения реактора).
Реакторы типа CANDU — реакторы канальные с тяжеловодным замедлителем, работают в двухконтурной схеме. Применение тяжёлой воды в качестве замедлителя нейтронов позволяет реактору работать на топливе с крайне низким обогащением и даже на природном уране, однако сам реактор крайне дорог — тяжёлая вода весьма дорогая и сложная в производстве, тем более в количествах, исчисляемых в сотнях кубометров, так что дешевизну топлива компенсируют высокая цена и сложность конструкции самого реактора.

## Атомная станция теплоснабжения
Россия — одна из немногих стран, где серьёзно рассматриваются варианты строительства атомных станций теплоснабжения. Объясняется это тем, что в России существует централизованная система водяного отопления зданий, при наличии которой целесообразно применять атомные станции для получения не только электрической, но и тепловой энергии (аналогично ТЭЦ). Первые проекты таких станций были разработаны ещё в 70-е годы XX века, однако, из-за наступивших в конце 1980-х гг. экономических потрясений и жёсткого противодействия общественности до конца ни один из них реализован не был. Исключение составляют Билибинская АЭС небольшой мощности, снабжающая теплом и электричеством город Билибино в Заполярье (5449 чел.) и местные горнодобывающие предприятия, а также оборонные реакторы (главной задачей которых является производство плутония):
- Сибирская АЭС, поставлявшая тепло в Северск и Томск.
- Реактор АДЭ-2 на Красноярском горно-химическом комбинате, с 1964 года до его остановки в 2010-м поставлявший тепловую и электрическую энергию для города Железногорска[19].

Было также начато строительство следующих АСТ на базе реакторов, в принципе аналогичных ВВЭР-1000:
- Воронежская АСТ (не путать с Нововоронежской АЭС)
- Горьковская АСТ
- Ивановская АСТ (только планировалась)

Строительство всех трёх АСТ было остановлено во второй половине 1980-х или начале 1990-х годов.
В настоящий момент (2006) концерн «Росэнергоатом» планирует построить плавучую АСТ для Архангельска, Певека (в 2020 году запущена в промышленную эксплуатацию) и других заполярных городов на базе реакторной установки КЛТ-40, используемой на атомных ледоколах. Есть вариант малой необслуживаемой АСТ на базе реактора «Елена», и передвижной (железнодорожным транспортом) реакторной установки «Ангстрем».
На Украине от АЭС отапливается ряд городов, в том числе Энергодар, отапливаемый самой большой АЭС в Европе.

## Достоинства и недостатки
Главное преимущество — практическая независимость от источников топлива из-за небольшого объёма используемого топлива. Например 54 тепловыделяющие сборки общей массой 41 тонна на один энергоблок с реактором ВВЭР-1000 в 1—1,5 года (для сравнения, Троицкая ГРЭС мощностью 2000 МВт сжигает за сутки два железнодорожных состава угля). Расходы на перевозку ядерного топлива, в отличие от традиционного, минимальны. В России это особенно важно в Европейской части, так как доставка угля из Сибири слишком дорога.
Огромным преимуществом АЭС является её относительная экологическая чистота. На ТЭС суммарные годовые выбросы вредных веществ, в которые входят сернистый газ, оксиды азота, оксиды углерода, углеводороды, альдегиды и золовая пыль, на 1000 МВт установленной мощности составляют от примерно 13 000 тонн в год на газовых и до 165 000 тонн на пылеугольных ТЭС. Подобные выбросы на АЭС возникают в редких случаях задействования резервных дизельных генераторов. ТЭС мощностью 1000 МВт потребляет 8 миллионов тонн кислорода в год для окисления топлива, АЭС же не потребляют кислорода.
Кроме того, больший удельный (на единицу произведённой электроэнергии) выброс радиоактивных веществ даёт угольная станция. В угле всегда содержатся природные радиоактивные вещества, при сжигании угля они практически полностью попадают во внешнюю среду. При этом удельная активность выбросов ТЭС в несколько раз выше, чем для АЭС.
Единственный фактор, в котором АЭС уступают в экологическом плане традиционным КЭС — тепловое загрязнение, вызванное большими расходами технической воды для охлаждения конденсаторов турбин, которое у АЭС несколько выше из-за более низкого КПД (не более 35 %). Однако этот фактор важен для водных экосистем, а современные АЭС в основном имеют собственные искусственно созданные водохранилища-охладители или вовсе охлаждаются градирнями. Также некоторые АЭС отводят часть тепла на нужды отопления и горячего водоснабжения городов, что снижает непродуктивные тепловые потери.
Существуют действующие и перспективные проекты по использованию «лишнего» тепла в энергобиологических комплексах (рыбоводство, выращивание устриц, обогрев теплиц и пр.). Кроме того, в перспективе возможно осуществление проектов комбинирования АЭС с ГТУ, в том числе в качестве «надстроек» на существующих АЭС, которые могут позволить добиться аналогичного с тепловыми станциями КПД.
Для большинства стран, в том числе и России, производство электроэнергии на АЭС не дороже, чем на пылеугольных и тем более газомазутных ТЭС. Особенно заметно преимущество АЭС в стоимости производимой электроэнергии во время так называемых энергетических кризисов, начавшихся с начала 70-х годов. Падение цен на нефть автоматически снижает конкурентоспособность АЭС.
Затраты на строительство АЭС разнятся в зависимости от проекта. По оценкам 2007 года, составленным на основе реализованных в 2000-х годах проектов, ориентировочно равны 2300 $ за кВт электрической мощности, эта цифра может снижаться при массовости строительства (для ТЭС на угле 1200 $, на газе — 950 $). Прогнозы 2012 года на стоимость проектов, осуществляемых в настоящее время, сходятся на цифре 2000 $ за кВт (на 35 % выше, чем для угольных, на 45 % — газовых ТЭС). По состоянию на 2018 год российские проекты на основе российских ВВЭР-1000/1200 обходятся примерно в 140 000 руб ($2200) за кВт установленной мощности, зарубежные проекты на основе российских ВВЭР-1000/1200 в 2 раза дороже.
Главный недостаток АЭС — тяжёлые последствия аварий, для исключения которых АЭС оборудуются сложнейшими системами безопасности с многократными запасами и резервированием, обеспечивающими исключение расплавления активной зоны даже в случае максимальной проектной аварии. В то же время в мире эксплуатируются реакторы, не имеющие важных систем безопасности, требовавшихся стандартами безопасности 1970-х годов.
Серьёзной проблемой для АЭС является их ликвидация после выработки ресурса, по оценкам она может составить до 20 % от стоимости их строительства.
По ряду технических причин для АЭС крайне нежелательна работа в манёвренных режимах, то есть покрытие переменной части графика электрической нагрузки.
Также недостатком АЭС являются трудности переработки отработавшего ядерного топлива.

## Выбросы
Любая работающая АЭС оказывает влияние на окружающую среду по двум направлениям:
- газообразные выбросы в атмосферу;
- выбросы большого количества тепла;

В процессе работы реактора АЭС суммарная активность делящихся материалов возрастает в миллионы раз. Количество и состав газоаэрозольных выбросов радионуклидов в атмосферу зависит от типа реактора, продолжительности эксплуатации, мощности реактора, эффективности газо- и водоочистки. Газоаэрозольные выбросы проходят сложную систему очистки, необходимую для снижения их активности, а затем выбрасываются в атмосферу через вентиляционную трубу.
Основные компоненты газоаэрозольных выбросов — радиоактивные инертные газы, аэрозоли радиоактивных продуктов деления и активированных продуктов коррозии, летучие соединения радиоактивного иода. В общей сложности в реакторе АЭС из уранового топлива образуются посредством деления атомов около 300 различных радионуклидов, из которых более 30 могут попасть в атмосферу. Среди них:
| Изотоп     | Период полураспада |
| ---------- | ------------------ |
| иод-129    | 17 млн лет         |
| углерод-14 | 5730 лет           |
| цезий-137  | 30 лет             |
| тритий     | 12,3 года          |
| криптон    | 10,6 лет           |
| иод-131    | 8 суток            |
| ксенон-133 | 5,27 суток         |
| иод-133    | 20,8 часа          |
| аргон-41   | 1,82 часа          |
| криптон-87 | 78 мин             |
| ксенон-138 | 17 мин             |
| азот-16    | 7,35 сек           |

Возникшие газы через микротрещины ТВЭЛов (в реакторе ВВЭР-1000 находится 48 тыс. ТВЭЛов), а также в процессе извлечения ТВЭЛов в ходе их периодической замены, попадают в теплоноситель. Согласно статистике один из 5000 ТВЭЛов имеет какие-то серьёзные повреждения оболочки, облегчающие попадание продуктов деления в теплоноситель. Эксплуатационным регламентом российских АЭС допускается наличие до 1 % ТВЭЛов с повреждённой защитной оболочкой.
Реактор типа ВВЭР образует в год около 40 000 Ки газообразных радиоактивных выбросов. Большинство из них удерживается фильтрами или быстро распадаются, теряя радиоактивность. При этом реакторы типа РБМК дают на порядок больше газообразных выбросов, чем реакторы типа ВВЭР. Среднесуточный выброс радиоактивных газов и аэрозолей на Курской АЭС в 1981—1990 и Смоленской в 1991—1992 годах достигал 600—750 Ки/сут. В среднем в сутки на территории России газообразные выбросы АЭС составляли до 1993 года около 800 Ки (за год — около 300 тыс. Ки).
Большая часть радиоактивности газоаэрозольных выбросов генерируется короткоживущими радионуклидами и без ущерба для окружающей среды распадается за несколько часов или дней. Кроме обычных газообразных выбросов время от времени АЭС выбрасывает в атмосферу небольшое количество радионуклидов — продуктов коррозии реактора и первого контура, а также осколков деления ядер урана. Они прослеживаются на несколько десятков километров вокруг любой АЭС.

## Безопасность атомных электростанций
Надзор за безопасностью российских АЭС осуществляет Ростехнадзор.
Охрана труда регламентируется следующими документами:
1. Правила охраны труда при эксплуатации тепломеханического оборудования и тепловых сетей атомных станций ОАО «Концерн Энергоатом». СТО 1.1.1.02.001.0673-2006

Ядерная и радиационная безопасность регламентируется следующими документами:
1. Общие положения обеспечения безопасности атомных станций. НП-001-15
2. Правила ядерной безопасности реакторных установок атомных станций. НП-082-07
3. Федеральный закон от 21.11.1995 № 170-ФЗ «Об использовании атомной энергии»

Радиационная безопасность регламентируется следующими документами:
1. Санитарные правила проектирования и эксплуатации атомных станций (СП АС-03)
2. Основные санитарные правила обеспечения радиационной безопасности (ОСПОРБ 99/2010)
3. Правила радиационной безопасности при эксплуатации атомных станций (ПРБ АС-99)
4. Нормы радиационной безопасности (НРБ-99/2009)
5. Федеральный закон «О санитарно-эпидемиологическом благополучии населения».

## Срок эксплуатации и износ оборудования
Срок эксплуатации АЭС ограничивается, в частности, изменением механических свойств, однородности материала и нарушением геометрической формы конструкционных элементов реактора под действием радиационного излучения. При строительстве первой АЭС в США специалисты считали, что вклад этого эффекта настолько велик, что не позволит эксплуатировать реактор более 100 дней, сейчас же срок эксплуатации реакторов АЭС оценивается в некоторых случаях до 60 лет, а для АЭС Сарри в США в 2015 году запрошено разрешение на продление эксплуатации до 80 лет и планируется запросить такое же разрешение для АЭС Пич-Боттом.
Основным лимитирующим параметром ресурса для корпусов реакторов ВВЭР оказывается сдвиг критической температуры вязко-хрупкого перехода основного металла и металла сварных швов. Сдвиг температуры растёт с ростом флюенса быстрых нейтронов F, хотя обычно медленнее, чем флюенс (пропорционально F0,33...1,0). Восстановление облучённых корпусов реакторов и продление срока эксплуатации в некоторых случаях возможно при специальном отжиге корпуса, однако этот метод применим не для всех материалов корпусов и швов. Второй серьёзной материаловедческой проблемой реакторов является радиационное охрупчивание внутрикорпусных устройств, деформация которых из-за радиационного распухания стали и роста термоупругих напряжений ведёт к тому, что последующие большие изменения температурных напряжений совместно с высоким уровнем статических напряжений могут привести к усталостным разрушениям.
Нормативный срок эксплуатации атомных энергоблоков устанавливается правительством конкретной страны на основании проектного ресурса работы конкретного типа энергоблока. Этот срок обычно составляет 30—40 лет. В результате исследований узлов и агрегатов энергоблока и, в случае необходимости, принятия мер по их восстановлению срок эксплуатации может быть продлён на десятилетия за пределы проектного срока. Продление срока эксплуатации является весьма экономически эффективной мерой; так, для реактора ВВЭР-1000 затраты на продление срока службы на 10 (20) лет оцениваются в 76 (89) млн долларов, тогда как прибыль от эксплуатации в течение этих сроков составляет 970 (1300) млн долларов. В России нормативный срок эксплуатации большинства типов энергоблоков составляет 30 лет. Эксплуатация реакторов ВВЭР первого поколения и РБМК в России продлена до 45 лет, ВВЭР второго поколения — до 55 лет. Под замену старым реакторам, для которых приближается нормативный срок вывода из эксплуатации, иногда строятся новые реакторы. Типичный пример представляет ЛАЭС-2, которая строится в городе Сосновый Бор на замену приближающейся к выводу из эксплуатации ЛАЭС-1. В США обычно операторы АЭС получают лицензию на эксплуатацию нового реактора в течение 40 лет. Позднее операторы могут запрашивать продление лицензии до 60 лет. Несколько десятков таких разрешений уже предоставлены. В 2015 году подан первый запрос на продление лицензии до 80 лет, для двух энергоблоков АЭС Сарри в штате Виргиния. Средний возраст американских реакторов составляет 35,6 года. Во Франции предельный срок эксплуатации не установлен. АЭС раз в 10 лет проходят инспекцию, по результатам которой выдается продление лицензии при соответствии стандартам безопасности. Средний возраст реакторов Франции — 29 лет. Орган ядерной безопасности Франции (Autorité de sûreté nucléaire) заявил о намерении предоставлять разрешение эксплуатировать реакторы свыше 40 лет. В соответствии с новыми правилами ядерной безопасности Японии операторы АЭС могут просить разрешение продолжить эксплуатацию реактора свыше 40 лет. Правительственное агентство должно либо разрешить, либо запретить эксплуатацию.
Наиболее старые работающие реакторы (около 50 лет):
- Бецнау-1, Швейцария — сентябрь 1969 года.
- Тарапур-1, Индия — октябрь 1969 года.
- Тарапур-2, Индия — октябрь 1969 года.
- Найн-1, США — декабрь 1969 года.

Наиболее старый работающий реактор в России (более 48 лет):
- Нововоронежская АЭС-4 — декабрь 1972 года.

## Переход на использование ядерного топлива замкнутого цикла
В сентябре 2016 года российские атомщики успешно протестировали на полной мощности новый и мощнейший в мире энергоблок с реактором на быстрых нейтронах — БН-800 Белоярской АЭС. Вместе с запущенным годом ранее производством МОКС-топлива Россия стала лидером в переходе на замкнутый цикл использования ядерного топлива, который позволит человечеству получить практически неисчерпаемый энергоресурс за счет вторичной переработки ядерных отходов, поскольку в обычных АЭС используется только 3 % энергетического потенциала ядерного топлива. Использование отходов и оружейного плутония в подобных реакторах позволяет значительно сократить количество захораниваемых остатков и сократить период их полураспада до 200—300 лет.
Россия занимает первое место в мире в развитии технологий строительства таких реакторов, хотя этим с 1950-х годов занимались многие развитые страны. Первый энергоблок с реактором на быстрых нейтронах БН-350 был запущен в СССР в 1973 году и проработал в Актау по 1999 год . Второй энергоблок был установлен на Белоярской АЭС в 1980 году (БН-600) и бесперебойно работает по сей день, в 2010 году срок его эксплуатации был продлен на 10 лет.

## Производство водорода
Правительством США принята Атомная водородная инициатива. Ведутся работы (совместно с Южной Кореей) по созданию атомных реакторов нового поколения, способных производить в больших количествах водород.
INEEL (Idaho National Engineering Environmental Laboratory) прогнозирует, что один энергоблок атомной электростанции следующего поколения будет производить ежедневно водород, эквивалентный 750 тыс. литрам бензина.
Финансируются исследования возможностей производства водорода на существующих атомных электростанциях.

## Термоядерная энергетика
Ещё более интересной, хотя и относительно отдалённой перспективой выглядит использование энергии ядерного синтеза. Термоядерные реакторы, по расчётам, будут потреблять меньше топлива на единицу энергии, и как само это топливо (дейтерий, литий, гелий-3), так и продукты их синтеза не радиоактивны и, следовательно, экологически безопасны.
С 2006 г. и по настоящее время эксплуатируется экспериментальный термоядерный реактор EAST в г. Хэфэй, КНР, на котором в 2009 году впервые коэффициент энергетической рентабельности превысил единицу, а в 2016 году удалось удержать плазму с температурой 5⋅107 K в течение 102 секунд.
В настоящее время[когда?] при участии России, США, Японии и Евросоюза на юге Франции в Кадараше ведётся строительство международного экспериментального термоядерного реактора ITER.